# 施工圖

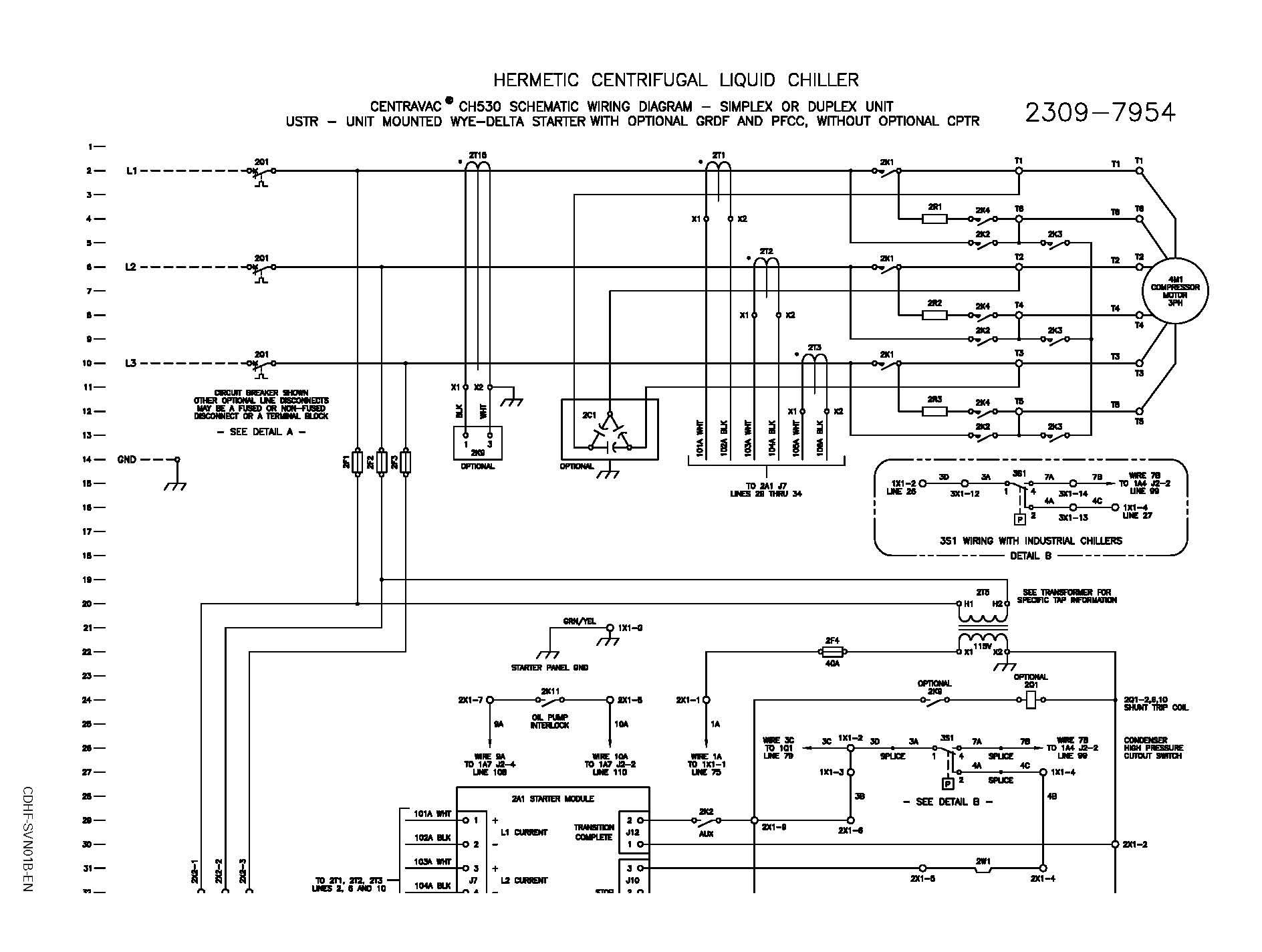
施工设计图。

施工製造圖（英語：shop drawing）是由承包商，供應商，製造商，分包商，或製造人員生產的圖面或圖集。施工圖一般為預製物件所需的圖面。這些例子包括：電梯，結構鋼材，桁架，預鑄混凝土，窗戶，電器，櫥櫃，空氣調節機組和木製品。

## 施工圖需要包含的資訊

### 建築師和工程師的資訊比較
施工圖應包含提供給建築師和工程師的資訊，以比較規格和圖面。施工圖應在規格和建造圖面中，提供外觀、性能和說明描述等資訊。施工圖通常比建造圖的資訊更加仔細。
須注意施工圖所涵蓋樓層的介面.例如一樓施工圖須涵蓋一樓的地面排水及牆面插座及天花板的燈具.故1樓的天花板器具會出現在當樓層施工圖面上但排水配管則出現在2樓施工圖面上.就是同一空間被管件會分別出現在不同樓層施工圖面上。